# Aleksandra Witkowska
Aleksandra Witkowska (ur. 10 grudnia 1930 w Poznaniu, zm. 20 lutego 2024) – polska urszulanka, profesor nauk humanistycznych, specjalizująca się w historii kultury późnego średniowiecza.

## Życiorys
Do zakonu wstąpiła w 1950, śluby wieczyste złożyła 2 lipca 1956 w Lublinie. W latach 1950–1953 studiowała w Wyższym Instytucie Katechetycznym w Krakowie, w latach 1955–1960 w Sekcji Historii Wydziału Nauk Humanistycznych Katolickiego Uniwersytetu Lubelskiego, gdzie obroniła pracę magisterską z historii. W latach 1960–1962 była nauczycielką w liceum sióstr urszulanek w Poznaniu, od 1962 pracowała na KUL-u, początkowo jako asystent w Katedrze Historii Średniowiecznej, od 1968 jako adiunkt w Katedrze Historii Kultury Polskiej, od 1979 jako docent tamże. W 1967 obroniła na Wydziale Historii Uniwersytetu Warszawskiego pracę doktorską „Miracula” małopolskie XIII i XIV wieku. Studium źródłoznawcze napisaną pod kierunkiem Aleksandra Gieysztora. Habilitowała się w Instytucie Historii PAN w 1978. W latach 1983–2004 kierowała Katedrą Historii Powszechnej Wieków Średnich WNH KUL. W 1987 mianowana profesorem nadzwyczajnym KUL, w 1992 profesorem zwyczajnym.
W latach 1982–1988 była członkiem komitetu redakcyjnego „Kwartalnika Historycznego”, w latach 1983–1997 „Studiów Claromontana”, od 2003 „Przeglądu Historycznego”. Od 2004 była redaktorem działu „Hagiografia” w Encyklopedii Katolickiej. 

## Publikacje
- Miracula małopolskie z XIII i XIV wieku: studium źródłoznawcze, 1971, [w:] „Roczniki historyczne TN KUL”, t. 19, z. 2
- Kulty pątnicze piętnastowiecznego Krakowa. Z badań nas religijnością ludową (1984)
- Titulus ecclesiae. Wezwania współczesnych kościołów katedralnych w Polsce (1999)
- Mocarze ducha. Polscy święci i błogosławieni 999–1999 (2000)
- Święty Wojciech – życie i kult: bibliografia do roku 1999 (2002, z Joanną Nastalską)
- POLSKIE NIEBO. Ikonografia hagiograficzna u progu XVII wieku (2007, z Ryszardem Knapińskim)
- Staropolskie piśmiennictwo hagiograficzne. 1. Słownik hagiografów polskich, 2. Bibliografia hagiografii staropolskiej (2007, z Joanną Nastalską)
- Sancti, miracula, peregrinationes: wybór tekstów z lat 1974–2008 (2009)
- Ku ozdobie i obronie Rzeczypospolitej. Maryjne miejsca święte w drukach staropolskich (2013, z Joanną Nastalską-Wiśnicką)